# Yureru
Retratos do Passado (japonês: ゆれる Yureru / Inglês: Sway) é um filme japonês que estreou no dia 8 de julho de 2006 e foi escrito e dirigido por Miwa Nishikawa. E foi premiado como Melhor filme no Festival de filme de Yokohama de 2007.

## Sinopse
Takeru, um fotógrafo bem sucedido, sai de Tóquio e retorna à sua pequena cidade natal para participar de uma cerimônia budista em reverência à sua falecida mãe. Seu irmão mais velho, Minoru foi quem fez Takeru retornar às suas raízes na cerimônia de sua mãe. Takeru reencontra sua ex-namorada, Chieko, e a intimidade que eles compartilhavam anos atrás reacendeu rapidamente. Mas um acidente acontece e Minoru é processado pelo assassinato de Chieko. Seu irmão mais novo Takeru deve agora juntar as peças para descobrir se ele é inocente ou culpado. 

## Elenco
- Joe Odagiri - Takeru Hayakawa
- Teruyuki Kagawa - Minoru Hayakawa
- Masato Ibu - Isamu Hayakawa
- Hirofumi Arai - Yohei Okajima
- Yoko Maki - Chieko Kawabata
- Keizo Kanie - Osamu Hayakawa
- Yuichi Kimura - Akihito Maruo
- Tomorowo Taguchi - Juiz
- Pierre Taki - Funaki